# Symphonie no 1 de Pijper
Pour les articles homonymes, voir Symphonie no 1.

La Symphonie no 1 en ré majeur, Pan (K. 37) de Willem Pijper a été composée en 1917.

## Histoire de l'œuvre
C'est la première symphonie du compositeur néerlandais. Elle est dédiée à Willem Mengelberg et à l'Orchestre du Concertgebouw, qui la jouent pour la première fois en 1918.
Elle est nommée d'après le dieu grec Pan, divinité de la Nature et des bergers. Cette symphonie vise à exalter la nature, flore et faune, symboles de force de vie.

## Mouvements
1. Allegro burlesco - molto meno mosso
2. Lento e ritenuto
3. Giocoso. Quasi menuetto un poco vivace
4. Andante maestuoso - Tempo di marcia

## Discographie
- L'orchestre philharmonique de Rotterdam dirigé par Richard Dufallo.